# 今夜は最高!
『今夜は最高!』（こんやはさいこう! / 副題:WHAT A FANTASTIC NIGHT）は、日本テレビ系列局で1981年4月4日から1982年4月3日（第1期）、および1982年9月4日から1989年10月7日（第2期）まで毎週土曜日の23:00 - 23:30（JST）に放送されていた、タモリが司会を務めた、トーク・コントバラエティ番組。ステレオ放送、文字多重放送を実施していた。スポンサーはパイオニアの一社提供番組。

## 概要
毎回、多彩なゲスト1人とそのゲストに関係する女性パートナーゲストを1人呼び（パートナーが2人だった事が2回だけある）、メイン司会のタモリとのトークやコント、ミュージカル、生歌・演奏などを織り交ぜた番組内容で放送が行われていた。最終回までに出演したゲスト総数は302人、パートナー総数は173人を数えた。
番組前半は、タモリとゲストらによるオープニングコントとトークコーナー、後半では長尺のコントが行われた。クライマックスでは、タモリ自らが、トランペットやフルートで伴奏（「コルゲン」鈴木宏昌率いるザ・プレイヤーズの演奏が主体）に加わってゲストが歌うコーナーがあった。そして、歌い終えた後にパートナーの「ところで○○さん、今のご気分は?」を受けて、ゲストが「今夜は最高!」と答えるのを例とした。
オープニングは、マンハッタンの夜景をイメージしたセットが作られ、建物の間からタモリ自ら顔を覗き出す演出が行われていた。これらは「タイトル撮り」と呼ばれ、毎回スタジオ内で撮影されVTR収録を行っていた。番組末期となる1989年3月からは「タイトル撮り」の部分を含めたオープニングがCGを使用したものに変更された。
愛染恭子の出演回では、彼女が全身金粉塗れのヌード姿で登場し、ダンスなどを披露した。また、メイン司会のタモリの名キャラクターのひとつ「大魔神子」は当番組で誕生した。これを気に入った、中村吉右衛門は、ゲスト出演の際に自ら「大魔神子」に扮し、持ち歌の「恋の大魔神」を歌うといったサプライズもあった。
第1期の視聴率は平均12％（ビデオリサーチ、関東地方）を記録し人気番組となっていたが1982年4月10日から8月28日までの半年間は当番組の放送を一時中断。その間は穴埋め番組として、女優の桃井かおりとコーラス・グループのダークダックスによる同趣向のバラエティ番組『日曜はダメ!!』が放送されていた。
番組構成は、タモリと交友が深い高平哲郎が担当していた。タモリ以外のレギュラー出演者には、九十九一や番組中盤から参加した久本雅美、柴田理恵、渡辺信子らのWAHAHA本舗メンバーらがいる。中村誠一をはじめ、伴奏の担当ミュージシャンもコントのコーナーに多数登場した。バンマスの鈴木宏昌はもちろん、スタジオミュージシャンとして有名な松木恒秀、岡沢章、渡嘉敷祐一がコントをするという、普通では見られない姿が流れていた。
タモリと女性パートナーの2人で男性ゲストを迎える形だが、パートナーは基本的に2週毎に交代する（稀に1週交代の時もあった）。トークコーナーではタモリと女性パートナーが男性ゲストを挟む形に座る事が多かった。ゲストは300回記念などのスペシャル版を除けば毎週変更され、女性ゲストだった回（沢たまき、戸川純、松金よね子、田中裕子）やゲスト無しの回（1981年9月5日、1983年1月29日・9月24日、1988年1月2日）もあった。
番組の撮影と収録は麹町・日本テレビの「Gスタジオ」で主に行われていた。各回の収録は木曜日から土曜日までの最低3日間はかかっていて、タモリによると週4日かかっていた事も多かった。
当番組では、タモリがサングラスを取る姿は珍しくなかった。女装やモノマネでは、素顔、普通のメガネ顔、かつてのアイパッチ姿の名残のある片方のみのサングラスメガネなど、サングラス無しの顔が頻繁に見られた。
斎藤晴彦と和田アキ子がゲストの1985年2月9日放送分の「オペラ昭和任侠伝」が、同年の民間放送連盟賞のテレビ娯楽番組部門最優秀賞を受賞した（後述）。
当番組には芸能人だけではなく、当時タモリのマネージャーをしていた田辺エージェンシーの前田猛やフジテレビの社員である横澤彪・三宅恵介・小林豊（当時の『森田一義アワー 笑っていいとも!』スタッフ）といった裏方の人物も度々当番組にゲスト参加していた。
こうした内容が大人の視聴者層から人気を呼び、全盛期の1986年には年間平均視聴率が14%台に達し、20%を超えることも度々あった。
前述の通り、当番組はパイオニアの一社提供で放送された。パイオニアは、それまで山城新伍と芳村真理が司会を務めた『金曜娯楽館』（金曜22時）のスポンサーを務めていたが、当番組枠を移動し、『夜も一生けんめい。』まで10年以上土曜23時枠の一社提供スポンサーを務めた。提供の読み上げは、後期に入るまで松永二三男（当時日本テレビアナウンサー）が担当していた。
尚、日本テレビに於ける本放送時の放送マザーは、番組開始当初は2吋スーパーハイバンドVTRで1983年頃から1吋CタイプVTRに切り替わりステレオMAが施された完パケが使用された。
横浜市の放送ライブラリーには、4回分が収集保存されている。

## 出演者

### 司会
- タモリ

### レギュラー
- 土居甫（コント内の振付も担当）
- 九十九一
- 久本雅美（WAHAHA本舗、1985年10月から）
- 柴田理恵（同上）
- 渡辺信子（同上）
- 鈴木“コルゲン”宏昌（コントで使う音楽の制作も担当）
- 中村誠一
- 田口トモロヲ
- 福原一臣
- 関弘子
- 松木恒秀
- 岡沢章
- 渡嘉敷祐一
- ボブ斎藤

ほか

## 番組記録

### 出演回数が多かったゲスト
| 順位  | ゲスト             | 出演回数 | 備考                                                      |
| ----- | ------------------ | -------- | --------------------------------------------------------- |
| 第1位 | 所ジョージ         | 17回出演 | 最多出演                                                  |
| 第2位 | 竹下景子           | 14回出演 | 女性最多出演 第1、2回のパートナーとしての出演者でもある。 |
| 第3位 | たこ八郎、斎藤晴彦 | 13回出演 |                                                           |
| 第5位 | 谷啓               | 11回出演 |                                                           |
| 第6位 | 小松政夫           | 10回出演 |                                                           |

### 最年長・最年少ゲスト
|        | ゲスト   | 誕生年             |
| ------ | -------- | ------------------ |
| 最年長 | 服部良一 | 明治40年（1907年） |
| 最年少 | 喜多嶋舞 | 昭和47年（1972年） |

## オペラ昭和任侠伝
1985年2月9日に放送された（ゲストは斎藤晴彦と和田アキ子）「昭和残侠伝シリーズ」のパロディコント。ヤクザ映画をクラシックオペラ風にし、ほんのわずかだが当時「トルコ風呂」を「ソープランド」と改称する騒動をトルコ行進曲のメロディに乗せて揶揄する風刺等が評価され、昭和60年度民間放送連盟賞、テレビ娯楽番組部門最優秀賞受賞をした。最優秀に限定すればテレビドラマ、ドキュメンタリーが獲得する傾向の同賞において、一介のバラエティコントが受賞するのは非常に珍しく一際異彩を放っている。これを記念して、1985年末の12月28日には再放送も行われた。
因みにクラッシックオペラは業界ウケも良かった様で、斎藤本人が出演したモノなどTV-CMが何本か作られており、翌年の今夜は最高でジャズバージョン(桃太郎)をした際のゲスト出演した斎藤晴彦に対してタモリから「CMで忙しくなったね」とツッコミを入れられていた。
流れ者のやくざ斎藤秀次郎（斎藤）は兄弟分の東雲組親分下河原重蔵（タモリ）を尋ね客人となる。東雲組の縄張りはかつて緋牡丹のお竜（和田）の父の物で一人前になったお竜がいつまでも居座る東雲組に手を引いてもらおうと交渉する中、秀次郎はお竜に「重蔵は信用してはならない」と説得する。

## モダンジャズオペラ桃太郎昭和任侠伝
オペラ昭和任侠伝が好評だった事もあり、1986年3月1日にジャズバージョンとして第二弾が放送された。ゲストは団しん也とマリーンだが、斎藤晴彦も特別ゲストで出演している。
出演者(配役)
- マリーン(桃太郎)
- 団しん也(お爺さん•サル)
- タモリ(お婆さん•キジ)
- 中村誠一(イヌ)
- 斎藤晴彦(赤鬼)

使用曲
- Now‘s The Time
- Lotus Blossm
- Milestones
- Misterioso
- Blue Monk
- Sister Saide
- Waltz ForDebby

(タモリバイオリン模技、団フルート模技)
- 危険な関係のブルース

(タモリドラム模技、団ベース模技)
- Blues March
- Doxy
- Five Spots AfterDark
- Cleopatra‘s Dream

秋田県に伝わります、豊作を願うキジの舞〜!
- Comin‘ Home Baby
- 処女航海
- Donna Lee
- Cherokee
- Fables of Faubus
- Round Midnight
- Momen‘t Notice
- St.Thomas

合計13分03秒の作品。

## ひばりスペシャル
美空ひばりがパートナーとなった放送回（1987年4月11日・18日放送分）の4月18日放送回を『ひばりスペシャル!』と題して、坂上二郎・団しん也・斎藤晴彦・所ジョージ・原田芳雄・小林完吾・和田誠・チャンバラトリオなど男性ゲストと和田アキ子・平野レミの女性ゲストが出演して放送された（4月11日放送回はゲストの原田とひばりがパートナーを組んだ通常スタンスで作成されてはいた）。
ひばりスペシャルにも「大魔神子」が登場したが、所属レコード会社がコロムビアだったりと、ひばりへの気遣いも見られた。
タモリが恐縮していたが、ひばり本人は苦笑い状態だった。
その後のひばりの急逝に伴い、1989年6月24日放送分では、急遽『美空ひばり追悼』と題し、1987年4月11日・18日放送分を編集して再放送した。
ひばりは普段バラエティ番組には滅多に出演しなかったため、この出演回が後年に貴重映像として取り上げられるようになり、日本テレビでひばり特集が組まれると必ずと言っていい程、本番組での姿が流れる。

## 番組の終焉とその後
1987年10月に裏番組でフジテレビの『ねるとん紅鯨団』が放送開始すると、その影響で視聴率は伸び悩んだ。このため、1989年春の改編でスタッフの大幅な入れ替えを実施。音楽担当の鈴木宏昌や振付の土居、WAHAHA本舗といったレギュラーメンバーも降板し、新たに音楽は佐橋俊彦、コントレギュラーには田口トモロヲと福原一臣が加入。オープニングもリニューアルされたが、視聴率は回復しなかった。さらに、タモリはまだ本番組を続けていく意向を見せていたものの前述の視聴率低迷に加えて、タモリの所属事務所の田辺エージェンシー側と日本テレビ、番組スポンサーのパイオニア側との間にトラブルが起こり、この事も重なって半ば仲違いをする形で番組の打ち切りが決定。そして同年10月7日放送分で最終回を迎え、中断期間を含めて8年半・413回の歴史に幕を下ろした。
本番組の終了後、タモリが日本テレビ系列のレギュラー番組を持つことはなく、日本テレビ系列の番組にも数える程度しか出演していない。 ただし、田辺エージェンシーは日本テレビおよび系列局に対する絶縁などの報復は行わず、所属タレントの出演は継続している。

## スタッフ
- 構成：高平哲郎
- タイトルアドバイザー：和田誠
- 音楽：鈴木宏昌（前期 - 中期）、佐橋俊彦（後期）
- TD（テクニカルディレクター）：佐藤公則、伊藤邦雄、鈴木康介、長谷部義夫、矢島敦
- カメラ：佐藤公則、小林秀樹、折原博樹、松村興、坂東秀明、遠藤裕二
- ロケ撮影：浅野一憲
- 音声：小泉準之助、吾妻光良、新開宏、原泰造、一ノ瀬健次、新名大作、小笠原主悦、斉藤勝彦、坂本親保、鳥飼弘昌
- 照明：渡辺一成、尾上勝男
- 調整：笠井高明、北村嘉明、北村正憲、黒木忠雄、斉藤智徳、坂本誠二、関根義則、牧野和侑、鈴木利之
- MA（マルチオーディオ）：青木伸次、吉田秀明、東里聡、目黒達朗、国末光敏、宮沢金一、松村輿、山宮広己
- レコーディング・ミキサー：石野和男
- SW（スイッチャー）：長谷部義夫、矢島敦、進藤裕二、八村耕治
- オーディオ・コーディネーター：島飼弘昌
- 編集：八木義則、秋山朋芳、小野寺博、吉本浩、曽根幸夫、山宮革
- 音効：小川彦一
- 美術：山浦俊夫、渡辺俊孝
- デザイン：田原英二、道勧英樹
- 装置•大道具：石橋豊、細川敬一
- 装飾•小道具：藤間広美
- 持道具：横井靖人
- 電飾：梅沢修
- ヘアメイク：伊藤敬、大古ひろみ、橋本直枝、広田千秋、町田初江、田中親、ヤックメイクアップアカデミー
- ヘアー：谷口愛子
- 結髪：大下保、大橋京子
- メイク：橋本直枝（タモリ担当）
- スタイリスト：埴原良子、菅沢ひろみ、菅野由美子、矢野悦子（タモリ担当）、篠島範華（タモリ担当）
- 衣装：菊池廣雄、八田嶺夫、樋口唱平
- デザイン：田原英二
- 殺陣：武田浩
- スチール：金沢栄一
- デスク：後藤槙子
- ＰＲ：行木則雄
- ボイス・ボーカル・トレーナー：古賀義弥、大本恭敬
- 振り付け：土居甫
- 協力：帆足敏
- 演出：矢野義幸、木島隆、須沼望、棚次隆
- ディレクター：棚次隆（末期ではプロデューサー兼任）、矢野義幸、須沼望、佐藤健二郎、古野千秋
- プロデューサー：五歩一勇（前期 - 中期）、棚次隆（後期）
- 制作：中村公一、原薫太郎
- 音楽協力：CMC、ミュージック・ランド
- 制作協力：田辺エージェンシー
- 製作著作：日本テレビ

## 放送時間・ネット局
- 1981年4月4日 - 1982年4月3日（第1期）、1982年9月4日 - 1989年10月7日（第2期）
- 毎週土曜日 23:00 - 23:30（JST）
  - なお、週末の日本テレビという事もあり、19:00 - 20:54（JST）のプロ野球中継が最大30分延長放送される事も多くなり、プロ野球シーズン中は23:30から放送される事も少なくなかった。
  - 上記の通りパイオニアの1社提供番組であったため、日本テレビ系列が所在しないエリアや当時他系列とのクロスネット局が所在したエリアでも当番組をネットする地域が多かったが、同時ネットで放送されていた地域ばかりではなく、日本テレビ系列局でも当該時間に他系列の番組を編成したため遅れネットとした地域もあった。
  - 秋田放送では土曜日深夜→金曜日23:50 (第2期開始当初)→火曜日23:55 (第2期末期) [5]から、青森放送・テレビ岩手 (第2期の途中まで[6])・山形放送[7]・FNS系列の石川テレビ等では日曜日23:00から放送。南海放送では、火曜日深夜に放送されていた。四国放送はネットを行わなかった[8]。一方で、テレビ信州 • テレビ宮崎 • 鹿児島テレビ(1986年4月以降同時ネット) • 沖縄テレビでは、日本テレビと同じく土曜日23:00から放送されていた。

## 特別企画・姉妹番組

### タモリの素晴らしき今夜は最低の仲間達
1981年8月23日に第4回『24時間テレビ』の深夜の1コーナーにて日本青年館から中継された企画。タモリと赤塚不二夫によるショートコントやアルフィーや所ジョージのライブコーナーが行われた。
放送時間が完全な深夜帯だった事もあり、最初は通常のショートコントが行われていたが、途中から徐々に内容が加速して“金粉ショー”等の超密室芸が行われていた。コントのタイトルを紹介する進行役は中原理恵。
当日は台風直撃だった事もあり客席はほとんど空席状態。急遽、ステージ上にひな壇を設置して来客全員に移動させたが、それでもひな壇に空きがあったので、本番時はスタッフも座ってひな壇を埋めた。
終了後、始発電車までの時間に映画『リンゴ・スターのおかしなおかしな石器人』が上映された。
なお、あまりにもチャリティーにそぐわない内容であったため、この企画を担当した棚次隆ディレクターは次の年から24時間テレビの制作から外されている。

### 最高一座 狂奏 旗揚げ公演!
1982年8月22日午前1〜3時に『24時間テレビ「愛は地球を救う」5』にて日本青年館から中継された企画。
前半は新撰組をベースにしたお笑い時代劇「大笑い!東海道は日本晴れ」。後半は坂田明SEXTETとTHE PLAYERSをメインにジャズ演奏。さらに、所ジョージの演奏を挟んで再度「Night Train」のジャズ演奏、その終盤に谷啓のギャグ「ガチョーン」を入れた後、前半の時代劇も含めた出演者の全員が舞台上に集まり、狂気のごとく大騒ぎして中継が終了。
24時間テレビにおけるタモリの出演はこの年が最後となっている。
主な出演者(役名)
- 大友柳太朗(近藤勇)
- 藤真利子(お蝶•おりょう)
- タモリ(森の石松•柳生十兵衛•丹下左膳)
- 地井武男(土方歳三)
- 小松政夫(鞍馬天狗)
- 山本晋也(拝一刀•大石内蔵助)
- 松金よね子(杉作)
- チャンバラトリオ
- 南方英二(清水次郎長)
- 結城哲也(大政)
- 伊吹太郎(小政)
- 山根伸介(法印大五郎)
- 所ジョージ(坂本龍馬)
- 九十九一(大五郎•若い男)
- 高見恭子(茶店のお花)
- 斎藤晴彦(弥次郎兵衛)
- 小林のり一(喜多八)
- たこ八郎(警官)
- 坂田明(沖田総司)
- 谷啓(寺田屋主人)
- ザ・プレイヤーズ
- 鈴木宏昌(水戸黄門)
- 松木恒秀(格さん)
- 岡沢章(助さん)
- 渡嘉敷祐一(眠狂四郎)

納涼ダンサーズ(茶摘み女達)
- 剣友会(新撰組隊員)
- 最高ガールズ

•ゆかり(巡礼女)、ひろみ(百姓娘)、由美めぐみ(鳥追女)
ミュージシャン(楽器)
- ザ・プレイヤーズ
  - 鈴木宏昌(key)
  - 松木恒秀(g)
  - 岡沢章(b)
  - 渡嘉敷祐一(ds)
  - ボブ斉藤(sax)

- 坂田明SEXTET
  - 坂田明(as)
  - 松本治(tb)
  - 川端民生(Eb)
  - 吉野弘志(Ab)
  - 村上秀一(ds)
  - 仙波清彦(per)

- タモリ(tp)
- 谷啓(tb)
- 最高ガールズ

旗揚げオーケストラ(三味線•和太鼓•ラテン•チャンチキ)

### 今夜は営業中!
番組終了から10年になる1999年9月18日に、タモリが木村拓哉らと共演したスペシャルドラマ『今夜は営業中!』が放送され、当日がかつての放送枠である土曜夜など当番組をかなり意識したような作りとなった。

### タモリ教授のハテナの殿堂?
日本テレビ開局55周年を記念して、『タモリ教授のハテナの殿堂?』が、2008年11月29日 21:00 - 23:18 (JST) に放送された特別番組。日本テレビ系列の番組出演は、前述のドラマ『今夜は営業中!』以来約9年ぶりである。
当番組のエンディングで、研究員のゲストで出演していた、新垣結衣が「今のご気分は?」と問い、タモリが「今夜は最高!」と答えるという嘗て『今夜は最高!』で恒例の掛け合いが復活。流れていたBGMも『今夜は最高！』と同じ『星に願いを（When You Wish upon a Star）』であり、このエンディング場面が放送された時間も『今夜は最高！』と同様に土曜日23時枠であった。

## 関連書籍
- タモリ『今夜は最高!』（日本テレビ放送網、1982年）
- タモリ『今夜は最高! part2』（日本テレビ放送網、1982年）
- タモリ『今夜は最高! part3』（日本テレビ放送網、1982年）
- タモリ『新・今夜は最高!』（日本テレビ放送網、1983年1月）
- タモリ『新・今夜は最高! part2』(ISBN 9-8334-2112-1)（日本テレビ放送網、1983年3月）
- タモリ『コレが、今夜は最高だ!?』（日本テレビ放送網、1983年4月）
- タモリ『新・新今夜は最高!』（日本テレビ放送網、1983年12月）
- タモリ『新・新今夜は最高! part2』 (ISBN 9-8400-4392-7)（日本テレビ放送網、1984年2月）